# 布西科广场
.

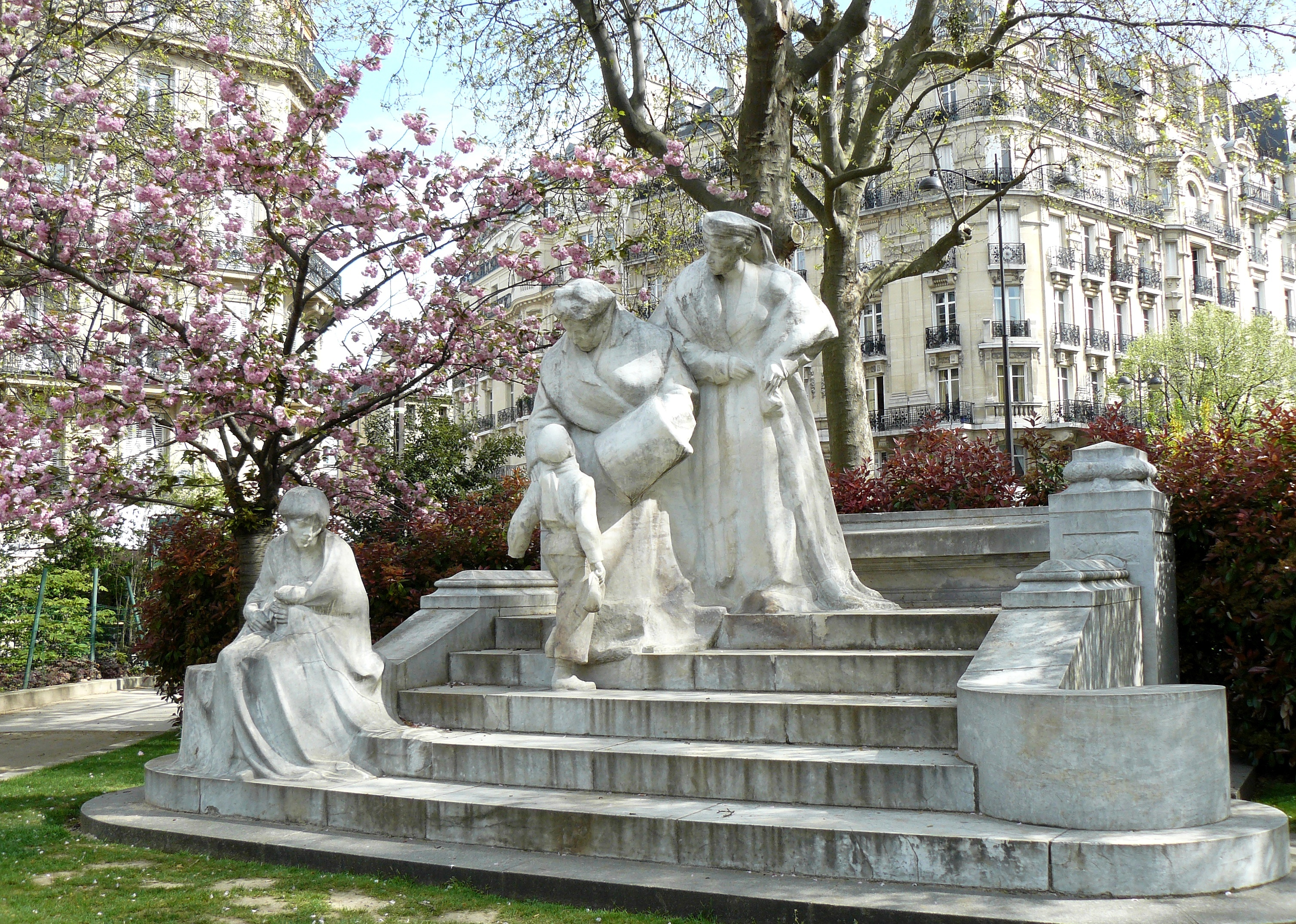

布西科广场（Square Boucicaut）是巴黎第七区的一个广场，位于拉斯帕伊大道（Boulevard Raspail）、巴比伦路与塞夫勒路（Rue de Sèvres）交汇处。
布西科广场附近的地铁站是塞夫尔-巴比伦站（10、12号线）。 
布西科广场开辟于1870年，原名蓬马歇广场（square du Bon-Marché）。面积7202平方米，面对乐蓬马歇百货公司，现名得自乐蓬马歇百货公司创始人阿里斯蒂德·布西科（Aristide Boucicaut）。

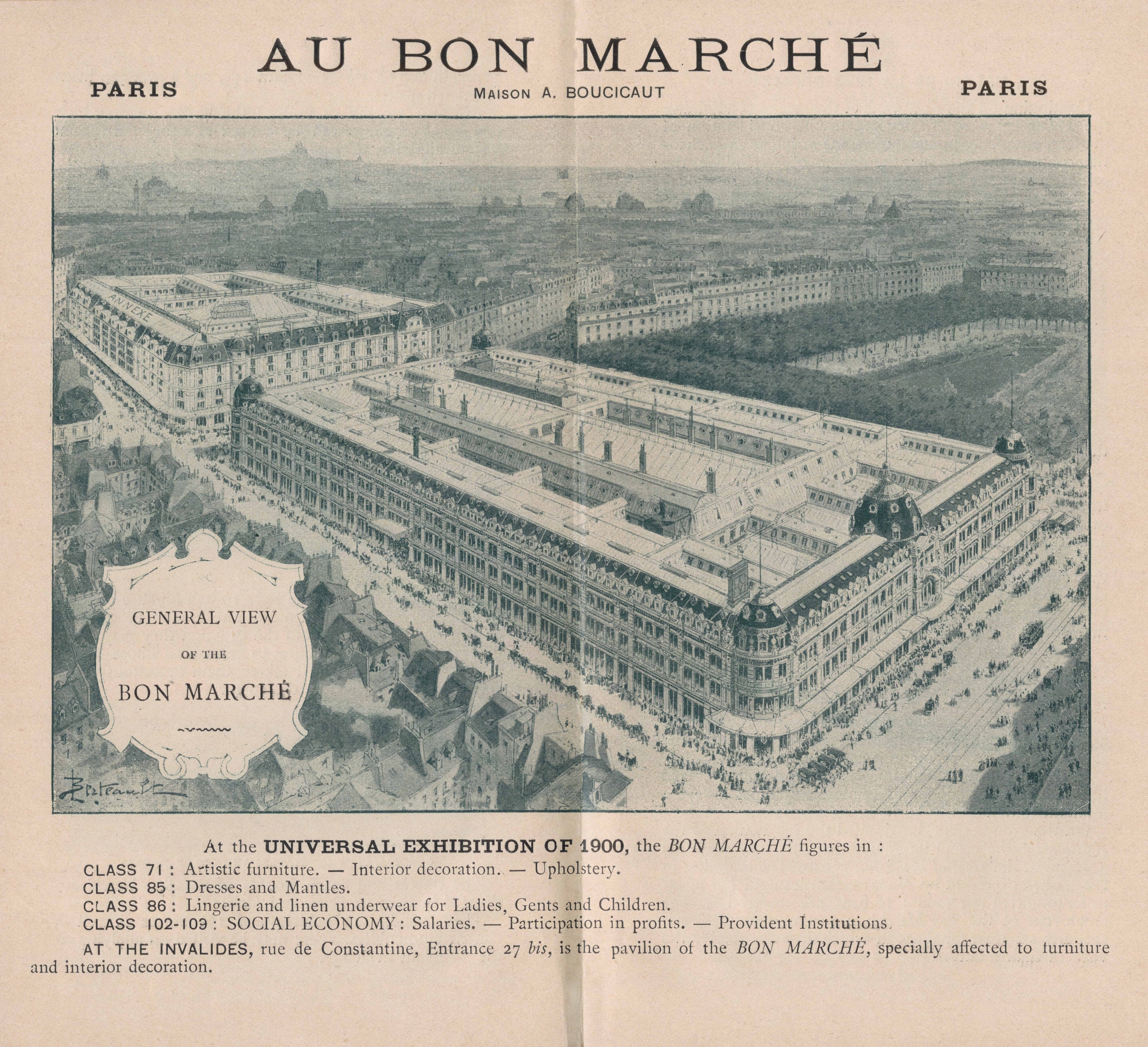
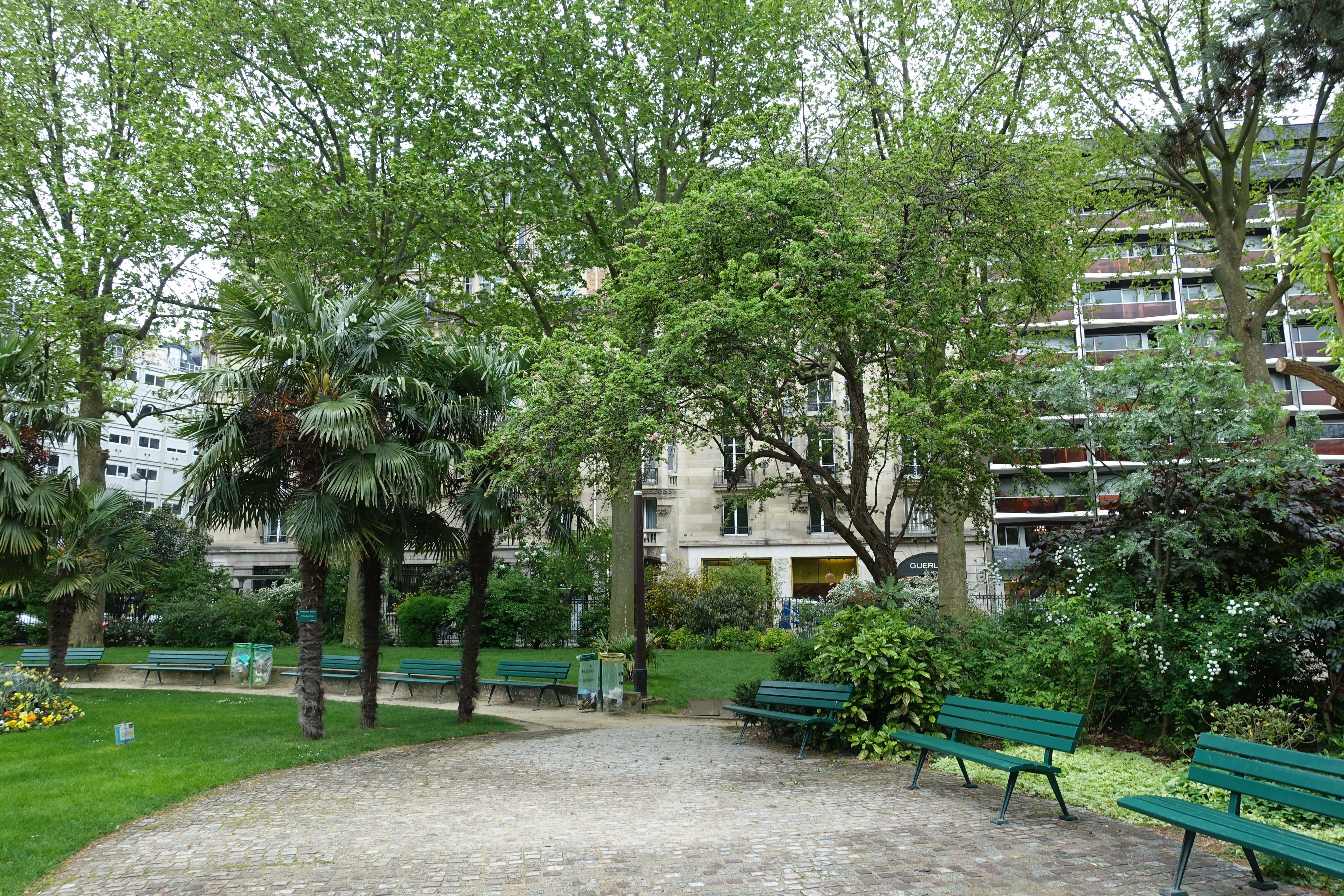
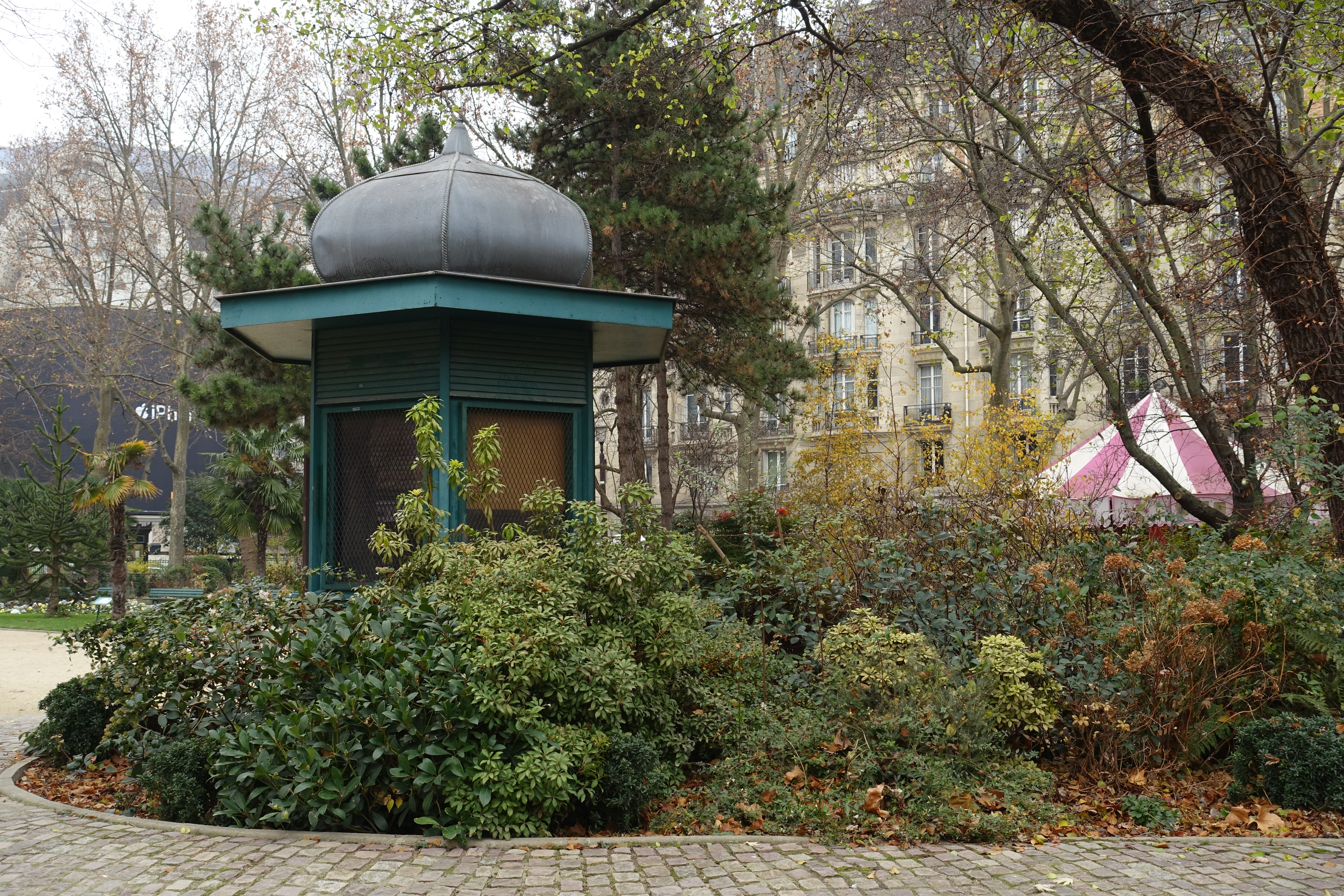
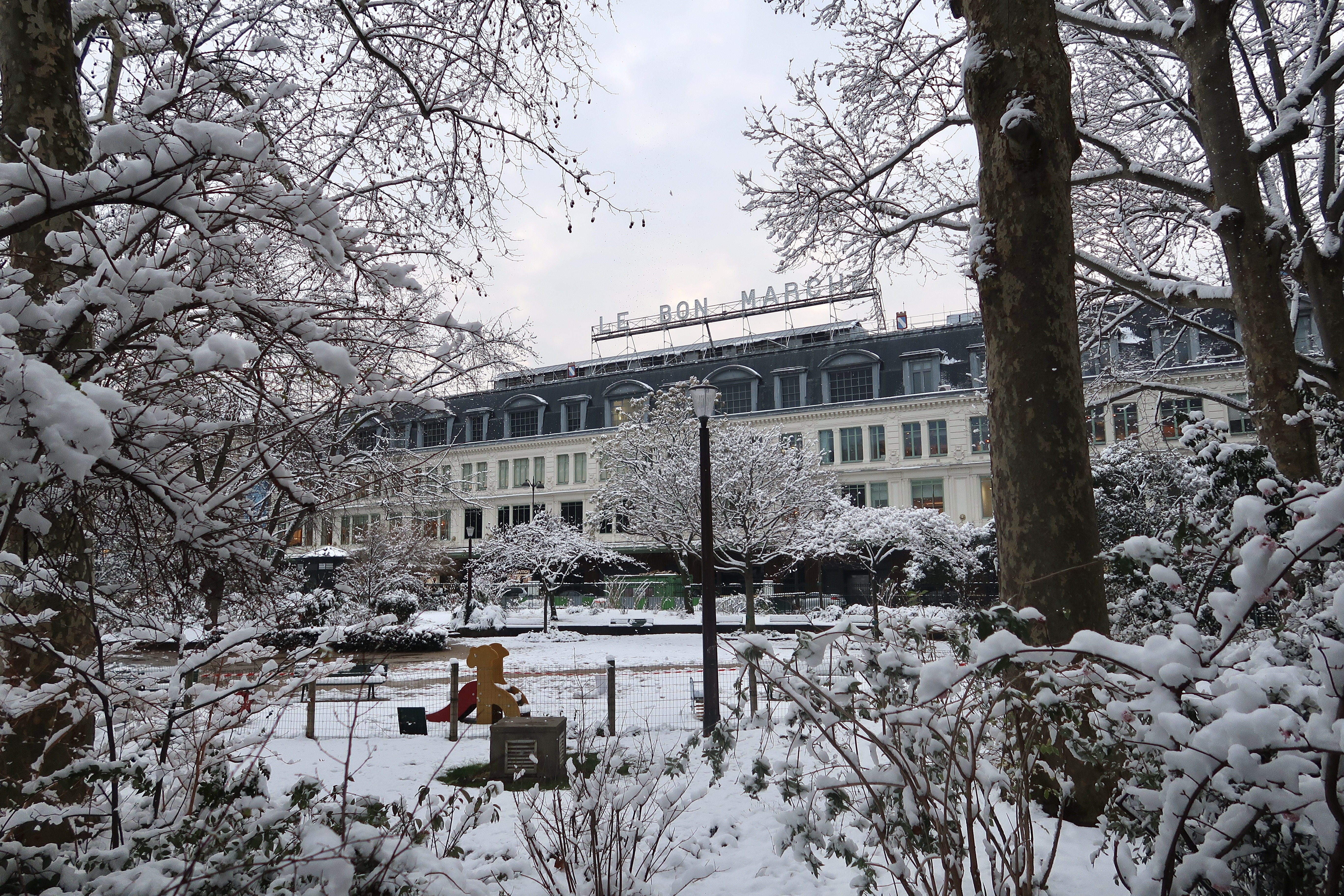